# Tymbou
Tymbou o Tymvou (in greco Τύμβου; in turco Kırklar) è un villaggio situato nell'isola di Cipro, localizzato de iure nel distretto di Nicosia (di fatto, in quello di Lefkoşa), nella repubblica di Cipro del Nord. Oggi il villaggio è un campo militare turco. Il villaggio nel 2011 aveva 384 abitanti.

## Origini del nome
Tymbou in greco significa "tomba". Nel 1975 fu ribattezzata Kırklar dai turco-ciprioti dalla vicina Tekke dei Kırklar ("quaranta martiri").

## Geografia fisica
Tymbou si trova a 17 km a sud-ovest della città di Nicosia, 6 km a sud-ovest della cittadina di Mora/Meriç, 5 km a nordovest del villaggio di Agia e immediatamente a sud della vecchia strada Nicosia-Famagosta.

## Monumenti e luoghi di interesse

### Architetture religiose
La tekke dei 40 martiri (Kırklar Tekke) fu costruita nel XVIII secolo sopra una grotta con quaranta tombe. Fino agli anni '50, il sito era venerato sia dai musulmani che dai cristiani. Il nome greco della tekke era Agioi Saranta, dove "saranta" significa anche quaranta.

## Società

### Evoluzione demografica
Secondo il censimento ottomano del 1831 nel villaggio viveva una piccola popolazione musulmana, che pero' nel 1891 era scomparsa. Dopo di che, il villaggio fu abitato esclusivamente da greci ciprioti. I censimenti britannici del 1931 e del 1946 registrarono alcuni turco-ciprioti, i quali però se ne andarono dopo poco tempo. Probabilmente causa di cio' fu l'inclusione dei residenti della Tekke nella popolazione del villaggio, che nel 1960 fu di nuovo abitato solo da greco-ciprioti. È probabile che la scomparsa dei turco ciprioti possa essere attribuita alla distruzione della Kırklar Tekke nel 1958, dopo l'omicidio dello sceicco della Tekke da parte di radicali greco-ciprioti e la successiva fuga di tutti i suoi custodi.
Nell'agosto 1974, tutti i greco-ciprioti del villaggio fuggirono a causa dell'avanzata dell'esercito turco. Attualmente, come la maggior parte dei greco-ciprioti sfollati, i greco-ciprioti di Tymbou sono sparsi nel sud dell'isola, soprattutto nelle città. Il numero dei greco-ciprioti di Tymbou sfollati nel 1974 fu di circa 1.200 (1.133 nel censimento del 1960).

## Infrastrutture e trasporti

### Aeroporti
L'Aeroporto Internazionale Ercan si trova a 2,5 km a nord della città. Fu costruito dagli inglesi durante la seconda guerra mondiale come aeroporto militare e fino al 1974 fu chiamato Tymbou Airfield. Durante l'operazione Attila quell'anno era inutilizzabile. I turchi l'hanno trasformato in seguito in un aeroporto civile, da dove partono i voli diretti verso diverse parti della Turchia. Il nome è stato dato in onore di un pilota militare turco di nome Ercan morto durante l'invasione del 1974.
Il governo della Repubblica di Cipro considera il suo uso come illegale. Inoltre, esso non è riconosciuto dall'ICAO.